# Батово (Болгарія)
Ба́тово (болг. Батово) — село в Добрицькій області Болгарії. Входить до складу общини Добричка.

## Населення
За даними перепису населення 2011 року у селі проживали 656 осіб.
Національний склад населення села:
| Національність   | Кількість осіб | Відсоток |
| ---------------- | -------------- | -------- |
| цигани           | 229            | 44,1%    |
| болгари          | 206            | 39,7%    |
| турки            | 58             | 11,2%    |
| інша             | 4              | 0,8%     |
| не визначились   | 22             | 4,2%     |
| Всього відповіли | 519            |          |

Розподіл населення за віком у 2011 році:
Динаміка населення: